# 碳揭露專案
碳揭露專案（英語：Carbon Disclosure Project）是一家總部位於英国、日本、印度、中华人民共和国、德国、巴西和美国的國際非營利組織，説明公司和揭露城市對其環境的影響。它主要是使環境報告和风险管理成為商業規範，推動揭露、洞察和行動，以實現可持續經濟。2022年，近20,000家組織通過碳揭露專案並揭露其環境資訊。

## 背景
CDP是在2002年時針對全球報告倡議組織（GRI）對於個別公司的環境資訊揭露的概念基礎進行擴展的專案。當時CDP僅有35位機構投資者願意支持其對氣候資訊的要求，另外有245家公司提出回覆。如今，約有一半全球市值的公司透過CDP進行環境資訊的揭露。
值得注意的是，一些公司的溫室氣體排放量甚至超過部分國家的排放量，雖然一些龍頭企業已經採取碳中和措施，不過對於其他企業而言，採用節能方法和業務規劃，仍然可以減少能源使用和溫室氣體排放量。

## 運作機制
CDP與超過18,500家企業、550多個城市以及100個州和地區合作，協助它們制訂有效的減少碳排放策略，從這些參與者收集的排放數據得到超過800家、總共擁有約100兆美元資產的機構投資者的支持。
這些數據中很多以前從未被收集過，這些資訊對投資者、企業和監管機關非常有幫助，可以這些資料來了解對環境的影響，並採取措施應對和減緩氣候變化、森林砍伐和水資源安全的風險，做出正確的決策，才能推動永續經濟。